# 深坑集順廟
深坑集順廟，又稱雙忠廟、尪公廟等。主祀雙忠（即尪公，保儀尊王與保儀大夫），清宣宗道光十八年（西元1838年）建廟，現是深坑老街居民的信仰中心，每逢迎神，家家戶戶依照人數，捐獻檀越丁口錢。

## 簡史
早期福建泉州安溪移民開墾深坑時，因為飽受瘟疫與原住民出草攻擊，死傷慘重，1838年，居民便從景美的安溪同鄉處，迎來能防備出草「番禍」與疾病的雙忠（俗稱尪公）神像膜拜，祈禱平安，初期由鄉民組織檀越會輪流祭拜，而後搭建草庵奉祀，日治時期由當地士紳高象發起，建為磚廟，二次大戰後不久即遭車禍，廟宇撞毀，於是鄉民鳩資重建廟宇，1993年重修，以鋼筋水泥整建。

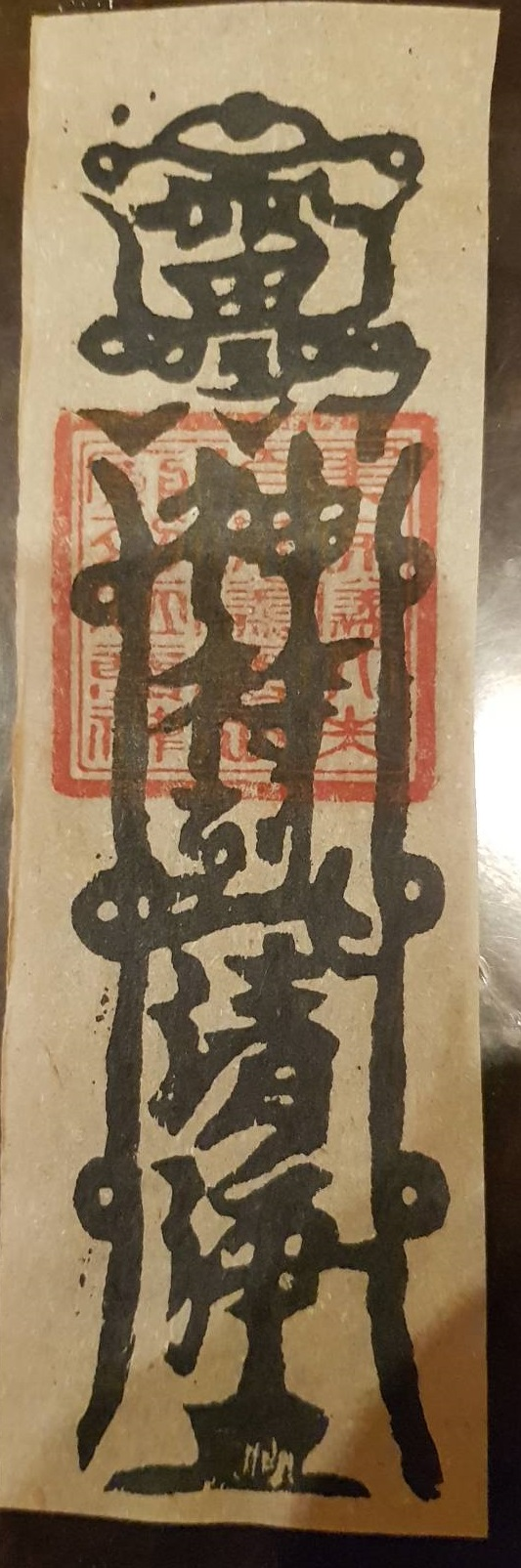
深坑集順廟的淨符兼平安符

## 祀神

### 主祀
主祀雙忠，及南臺灣分香來的媽祖。。

## 資料來源
1. ↑  新北市深坑區公所-廟宇之美-集順廟[永久]
2. ↑  協和工商資料處理科-集順廟 的存檔，存档日期2014-10-26.

## 外部連結
- 新北市觀光局 深坑集順廟 （页面存档备份，存于）
- 南風野臺 深坑集順廟 （页面存档备份，存于）
- 美美旅遊 深坑集順廟